# Alojzy Scrosoppi
Alojzy Scrosoppi COr (ur. 4 sierpnia 1804 w Udine, zm. 3 kwietnia 1884 tamże) – święty katolicki, założyciel zgromadzenia opatrznościanek.

## Życiorys
Od 1816 roku uczęszczał do niższego seminarium duchownego. Święcenia kapłańskie otrzymał w 1827 roku i został trzecim po braciach Janie Chrzcicielu i Karolu Filaferro kapłanem w rodzinie. Pracował w Domu Opuszczonych pomagając bratu Karolowi jako instruktor i formator. Grupa wolontariuszek z którą pracował stała się zaczątkiem zgromadzenia zakonnego aktywowanego 1 lutego 1837 roku w Udine. Pierwszy oficjalny akt aktywacji zgromadzenia pod nazwą Sióstr Opatrzności Bożej pochodzi z 1845 roku. W 1846 roku Alojzy Scrosoppi wstąpił do Kongregacji Oratorium św. Filipa Neriego.
Beatyfikowany został przez Jana Pawła II 4 października 1981 roku, a kanonizowany 10 czerwca 2001.
Jest patronem piłkarzy oraz chorych na AIDS. Jego wspomnienie obchodzone jest 3 kwietnia.